# Дмитро Барабаш
Дмитро́ Бараба́ш (близько 1578 — травень 1618) — гетьман нереєстрових козаків.
Дмитро Барабаш на історичній арені з'явився за часів гетьманування Петра Сагайдачного. Відомо, що він очолював похід козаків водним шляхом до Османської імперії у березні 1617 року. Спаливши стамбульські передмістя, під натиском турецького війська козаки змушені були відступити (що коштувало Барабашеві гетьманської булави). У відповідь на таку «зухвалість» турецький султан послав на Україну чимале військо, щоб помститися козакам.